# Bertrand I. de L’Isle-Jourdain
Bertrand I. de L’Isle-Jourdain († zwischen 26. Juni 1348 und 4. Februar 1349) war der erste Graf von L’Isle-Jourdain.

## Leben
Bertrand war ein Sohn von Bernard (III.) Jourdain de l’Isle-Jourdain († 1340) und Marguerite de Foix, einer Tochter von Roger Bernard III., Graf von Foix, und Schwester von Gaston I., Graf von Foix aus dem Haus Comminges.
Im Jahr 1340 wurde er von König Philipp VI. in den Grafenstand erhoben, war somit der erste Graf von L’Isle-Jourdain. 1344 wurde er zum Lieutenant du Roi Commandant en chef von Guyenne ernannt, das Amt übte er wohl bis zu seinem Tod aus. Während des englischen Gaskogne-Feldzugs von 1345 wurde er in der Schlacht von Auberoche (21. Oktober 1345) von einer anglo-gaskonischen Einheit unter dem Kommando des Earl of Derby gefangen genommen. Am 26. Juni 1348 ist er das letzte Mal bezeugt, am 4. Februar 1349 war er tot.

## Ehe und Familie
Er heiratete 1328 Isabelle de Lévis, Dame de Saissac, Tochter von Eustache de Lévis, Seigneur de Florensac et de Saissac, und Beatrix de Thury-Saissac († nach Dezember 1362). Ihr Sohn ist Jean Jourdain (I.) († 1365), 2. Comte de L’Isle-Jourdain; ⚭ (Ehevertrag 8. Juli 1350) Jeanne d’Albret († vor 1360), Tochter von Bernard Aiz (V.), Seigneur d’Albret, und Mathe d’Armagnac, Schwester von Arnaud-Amanieu d’Albret (Haus Albret), der wiederum ein Schwager von Jean III. de Grailly war.